# Esfinxs bessones d'El Salobral
Les esfinxs bessones d'El Salobral són una parella d'escultures ibèriques trobades el 1901, de manera accidental, a la pedania o barri d'Albacete nomenada El Salobral. És comuna l'errada de referir-se a aquestes com una de sola (esfinx d'El Salobral) quan, de fet, existeixen dues escultures idèntiques, tallades a mirall per ser situades de manera contraposada amb la finalitat de flanquejar l'entrada o cantonades d'un túmul funerari.

## Història

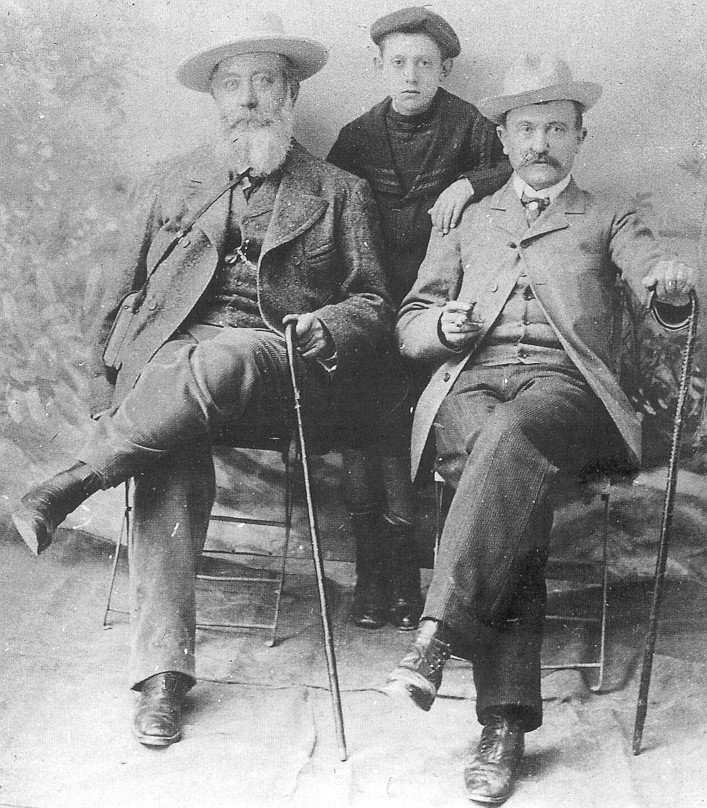
Pierre Paris (esquerra)

Després de la seva troballa, com a producte de l'espoli arqueològic que va patir l'escultura ibera a començaments del segle xx, van ser venudes per l'arqueòleg Pierre Paris al Museu del Louvre. Ara com ara una d'aquestes, la més famosa, es troba en el Museu Arqueològic Nacional de Madrid, mentre que la seva germana, menys coneguda, es troba als fons del Museu Municipal de Saint-Germain-en-Laye, tancat des de 1979 per les seves greus carències en matèria de seguretat, que van permetre el robatori d'una de les seves obres emblemàtiques -El prestidigitador- atribuïda a El Bosco. L'esfinx que és a Madrid va retornar el 1941 en la mateixa operació que va permetre a l'Estat Espanyol recuperar la dama d'Elx, les esfinxs d'Agost i part del Tresor de Guarrazar, ingressant al Museu del Prado el 1941 i anys posteriors va passar a les col·leccions del Museu Arqueològic Nacional.

## Descripció
Igual que d'altres, com l'esfinx de Balazote, es considera que formava part d'un conjunt funerari en forma de torre similar al sepulcre de Pozo Moro. El caràcter d'aquestes escultures, dotades d'un significat màgic, era apotropaic -és a dir, defensava el monument enfront de l'espoli i protegia la memòria del difunt- i psicopomp -un vehicle per a conduir l'ànima del difunt al món d'ultratomba-. L'esfinx conservada a Espanya té restes de policromia, especialment un vermell intens, considerat el «color de vida» per la seva semblança amb el de la sang humana. Pels seus traços estilístics, es data la seva cronologia a la fi del segle vi aC.